# Nättraby
Nättraby – miejscowość (tätort) w Szwecji, w regionie administracyjnym (län) Blekinge, w gminie Karlskrona.
Według danych Szwedzkiego Urzędu Statystycznego liczba ludności wyniosła: 3284 (31 grudnia 2015), 3313 (31 grudnia 2018) i 3270 (31 grudnia 2019).